# Parksdale
Parksdale es un lugar designado por el censo ubicado en el condado de Madera, California, Estados Unidos. Según el censo de 2020, tiene una población de 3234 habitantes.
En los Estados Unidos, un lugar designado por el censo (traducción literal de la frase en inglés, census-designated place, CDP) es una concentración de población identificada por la Oficina del Censo de los Estados Unidos exclusivamente para fines estadísticos.
En la práctica es un barrio latino de la ciudad de Madera.

## Geografía
Está ubicado en las coordenadas 36°56′47″N 120°1′16″O / 36.94639, -120.02111 (36.946488, -120.021178). Según la Oficina del Censo, tiene un área de 4.50 km², correspondientes en su totalidad a tierra.

## Demografía
Según la Oficina del Censo, en 2000 los ingresos medios de los hogares eran de $29,821 y los ingresos medios de las familias eran de $28,287. Los hombres tenían unos ingresos medios de $26,181 frente a $24,219 para las mujeres. Los ingresos per cápita eran de $7,129. Alrededor del 34.7% de la población estaba por debajo del umbral de pobreza.
De acuerdo con la estimación 2016-2020 de la Oficina del Censo, los ingresos medios de los hogares son de $53,690 y los ingresos medios de las familias son de $53,796. Alrededor del 13.2% de la población está por debajo del umbral de pobreza.
Según el censo de 2020, el 21.21% de los habitantes son blancos, el 8.60% son amerindios, el 1.70% son afroamericanos, el 0.53% son asiáticos, el 0.09% son isleños del Pacífico, el 49.94% son de otras razas y el 17.93% son de una mezcla de razas. Del total de la población, el 90.04% son hispanos o latinos de cualquier raza.